# João Artur Rosa Alves
João Artur Rosa Alves, noto semplicemente come João Alves (Chaves, 18 agosto 1980), è un ex calciatore portoghese, di ruolo centrocampista.

## Statistiche

### Cronologia presenze e reti in Nazionale
| Cronologia completa delle presenze e delle reti in nazionale ― Portogallo | Cronologia completa delle presenze e delle reti in nazionale ― Portogallo | Cronologia completa delle presenze e delle reti in nazionale ― Portogallo | Cronologia completa delle presenze e delle reti in nazionale ― Portogallo | Cronologia completa delle presenze e delle reti in nazionale ― Portogallo | Cronologia completa delle presenze e delle reti in nazionale ― Portogallo | Cronologia completa delle presenze e delle reti in nazionale ― Portogallo | Cronologia completa delle presenze e delle reti in nazionale ― Portogallo |
| Data                                                                      | Città                                                                     | In casa                                                                   | Risultato                                                                 | Ospiti                                                                    | Competizione                                                              | Reti                                                                      | Note                                                                      |
| ------------------------------------------------------------------------- | ------------------------------------------------------------------------- | ------------------------------------------------------------------------- | ------------------------------------------------------------------------- | ------------------------------------------------------------------------- | ------------------------------------------------------------------------- | ------------------------------------------------------------------------- | ------------------------------------------------------------------------- |
| 17-8-2005                                                                 | Ponta Delgada                                                             | Portogallo                                                                | 2 – 0                                                                     | Egitto                                                                    | Amichevole                                                                | -                                                                         | 62’                                                                       |
| 12-11-2005                                                                | Coimbra                                                                   | Portogallo                                                                | 2 – 0                                                                     | Croazia                                                                   | Amichevole                                                                | -                                                                         | 76’                                                                       |
| 15-11-2005                                                                | Belfast                                                                   | Irlanda del Nord                                                          | 1 – 1                                                                     | Portogallo                                                                | Amichevole                                                                | -                                                                         | 65’                                                                       |
| Totale                                                                    |                                                                           | Presenze                                                                  | 3                                                                         |                                                                           | Reti                                                                      | 0                                                                         |                                                                           |

## Palmarès

### Club
- Coppa del Portogallo: 1

Sporting Lisbona: 2006-2007
- Supercoppa di Cipro: 1

Omonia: 2012